# Xiaomi MIX Fold 3
Xiaomi MIX Fold 3 — смартфон зі складаним дисплеєм, розроблений компанією Xiaomi. Був представлений 14 серпня 2023 року в Китаї разом із смартфоном Redmi K60 Ultra та планшетом Xiaomi Pad 6 Max 14.

## Дизайн
Зовнішній екран виконаний зі скла Corning Gorilla Glass Victus 2. Внутрішній екран виконаний з пластику. Задня панель виконана зі скла або арамідного волокна, а рамка — з алюмінію.
Знизу розміщений роз'єм USB-C, динамік та мікрофон, зверху — другий динамік, слот під 2 SIM-картки, другий мікрофон та ІЧ-порт, а справа — гойдалка регулювання гучності та кнопка блокування, в яку вбудовано сканер відбитків пальців.
Xiaomi MIX Fold 3 продавався в 3 кольорах: Moon Shadow Black (чорний), Star Gold (золотий) та Xiaomi Dragon Scale Fiber Edition (з арамідного волокна).

## Технічні характеристики

### Апаратне забезпечення

#### Платформа
Смартфон отримав процесор Qualcomm Snapdragon 8 Gen 2 та графічний процесор Adreno 740.

#### Батарея
Батарея отримала об'єм 4800 мА·год, підтримку швидкої дротової зарядки на 67 Вт та швидкої бездротової зарядки на 50 Вт.

#### Камера
Xiaomi MIX Fold 3 отримав основну квадрокамеру з оптикою Leica, що складається із ширококутного об'єктива Sony IMX800 на 50 Мп з діафрагмою f/1.8, фазовим автофокусом і оптичною стабілізацією зображення, телеоб'єктива на 10 Мп з діафрагмою f/2.0, фазовим автофокусом, оптичною стабілізацією зображення і 3,2-кратним оптичним зумом, перископічного телеоб'єктива на 10 Мп з діафрагмою f/2.9, фазовим автофокусом, оптичною стабілізацією зображення і 5-кратним оптичним зумом та надширококутного об'єктива на 12 Мп з діафрагмою f/2.2 і кутом огляду 120°. Також смартфона отримав дві ширококутні фронтальні камери на 20 Мп з діафрагмою f/2.3 для внутрішнього та зовнішнього дисплеїв
Основна камера вміє записувати відео в роздільній здатності 8K@24fps, а передня — в 1080p@60fps.

#### Екран
Внутрішній екран — це гнучка 8,03-дюймова LTPO OLED+-матриця діагоналлю з роздільною здатністю 2480 × 1916 пікселів, щільністю пікселів 360 ppi та круглим вирізом під фронтальну камеру у верхньому лівому кутку.
Також смартфон отримав зовнішній 6,56-дюймовий AMOLED-екран з роздільною здатністю Full HD+ (2520 × 1080 пікселів), співвідношенням сторін 21:9, щільністю пікселів 418 ppi та круглим вирізом під фронтальну камеру, що знаходиться зверху в центрі.
Обидва дисплеї мають частоту оновлення 120 Гц та підтримку технологій HDR10+ і Dolby Vision

#### Звук
Смартфон отримав стереодинаміки, розроблені в співпраці з Harman Kardon. Динаміки розташовані на верхньому та нижньому торцях.

#### Пам'ять
Пристрій продається в комплектаціях 12 ГБ/256 ГБ, 16 ГБ/515 ГБ та 16 ГБ/1 ТБ.

### Програмне забезпечення
Смартфон був випущений на MIUI Fold 14 на базі Android 13. Був оновлений до Xiaomi HyperOS 2 на базі Android 15.